# Konjuša (okręg kolubarski)
Konjuša (cyr. Коњуша) – wieś w Serbii, w okręgu kolubarskim, w gminie Osečina. W 2011 roku liczyła 89 mieszkańców.